# Hrabstwo Pierce (Georgia)

Piramida wieku hrabstwa

Hrabstwo Pierce (ang. Pierce County) – hrabstwo w stanie Georgia w Stanach Zjednoczonych. Jego siedzibą administracyjną jest Blackshear.

## Geografia
Według spisu z 2000 obszar całkowity hrabstwa obejmuje powierzchnię 343,90 mil2 (890,7 km²), z czego 343,25 mil2 (889,01 km²) stanowią lądy, a 0,65 mil2 (1,68 km²) stanowią wody.

### Miejscowości
- Blackshear
- Offerman
- Patterson
- Waycross

### Sąsiednie hrabstwa
- Hrabstwo Appling (północ)
- Hrabstwo Wayne (północny wschód)
- Hrabstwo Brantley (południowy wschód)
- Hrabstwo Ware (zachód)
- Hrabstwo Bacon (północny zachód)

## Demografia
Według spisu z 2020 roku liczy 19,7 tys. mieszkańców, co oznacza wzrost o 5,1% w porównaniu z poprzednim spisem z roku 2010. Według danych pięcioletnich z 2021 roku 87,1% to biali (82,8% nie licząc Latynosów), 9% czarnoskórzy lub Afroamerykanie, 2,2% miało rasę mieszaną, 0,9% rdzenna ludność Ameryki i 0,7% Azjaci. Latynosi stanowili 5,2% populacji hrabstwa.

## Religia
W 2020 roku większość mieszkańców jest członkami kościołów ewangelikalnych, głównie południowych baptystów (44,2%) i zielonoświątkowców (ok. 10%). 

## Polityka
Hrabstwo jest jednym z najsilniej republikańskich, gdzie w wyborach prezydenckich w 2020 roku, 87,3% głosów otrzymał Donald Trump i 12,2% przypadło dla Joe Bidena. 